# Personnages dans Histoire de Tom Jones, enfant trouvé

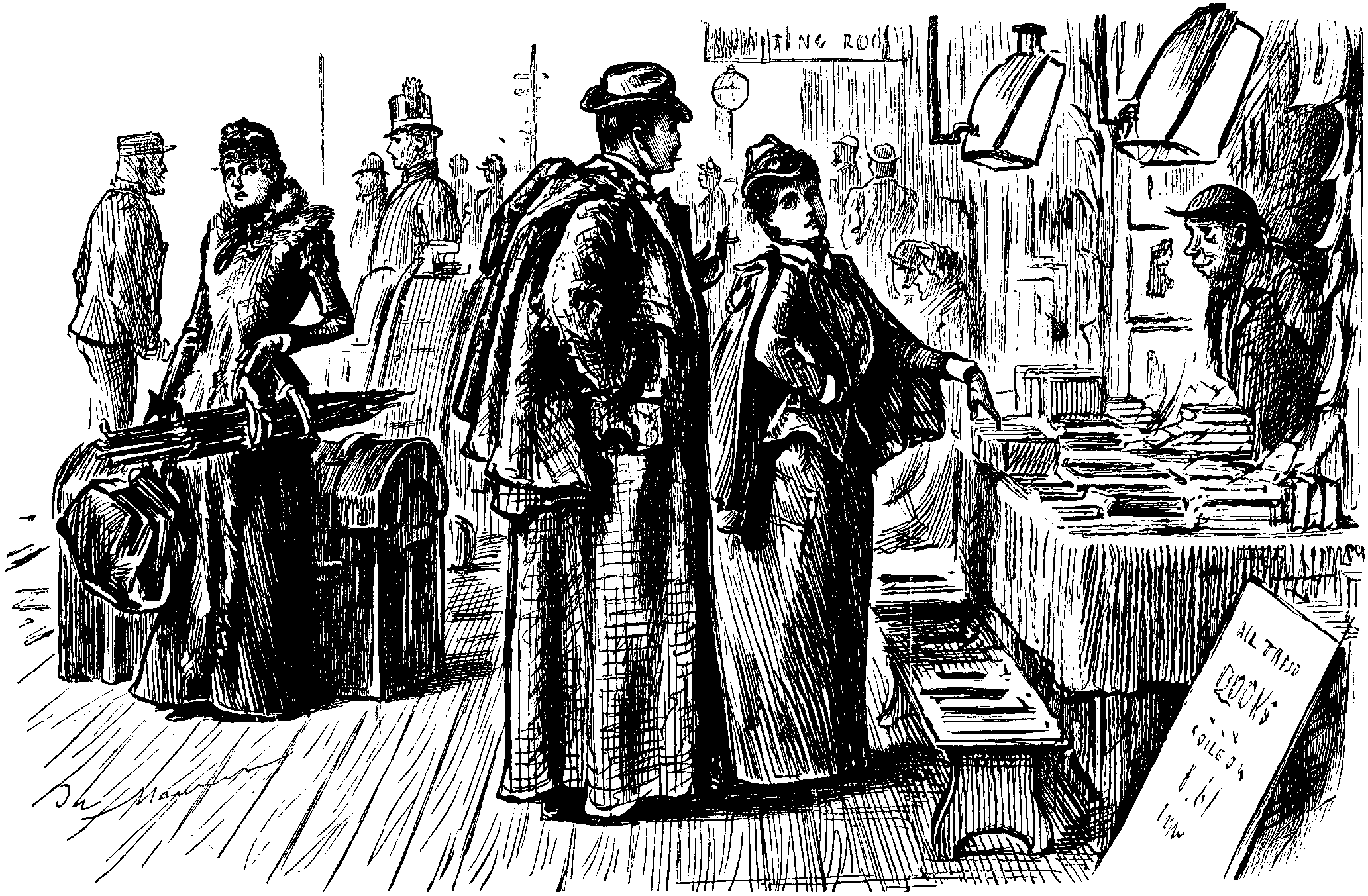
Punch « Oh, Edwin chéri ! Voici Tom Jones. Papa m'a dit que je ne devais pas le lire avant d'être mariée ! C'est fait… enfin ! Achetez-le moi, Edwin chéri ».

Les personnages de l'Histoire de Tom Jones, enfant trouvé, roman considéré comme le chef-d'œuvre de Henry Fielding, sont nombreux et représentatifs de toutes les classes sociales de l'Angleterre du milieu du XVIIIe siècle.
Constitué de dix-huit livres, chacun inauguré par un premier chapitre discursif parfois sans rapport avec ce qui suit, Tom Jones emprunte beaucoup à la tradition picaresque, mais innove dans la description des scènes et la caractérisation des personnages, plus réalistes que celles de bien d'autres ouvrages contemporains. En effet, son but, affirmé à maintes reprises par le narrateur, est de présenter la nature humaine telle qu'elle est et non telle qu'elle devrait être ou est imaginée, embellie, noircie ou encore déportée vers le fantastique.
Chacun des personnages est soumis à l'examen minutieux et ironique de l'auteur qui, ainsi, établit une distanciation, qu'il  partage avec son narrateur. D'ailleurs, il n'est pas rare que ces deux instances en sachent beaucoup plus sur les personnages qu'eux-mêmes, information qui est relayée au lecteur soit dans l'immédiat, soit préventivement, parfois avec beaucoup de retard. Le narrateur a donc la haute main sur leurs actions et leurs pensées, car doué d'omniscience, il les décrit de l'extérieur ou entre dans leur conscience selon les besoins du récit.
Il ne semble pas que Fielding ait pris grand intérêt à creuser leur personnalité, la plupart d'entre eux n'étant pas destinés à changer, soit parce qu'il appartiennent à la catégorie des personnages-humeurs hérités de la tradition, soit parce que rivés dans leur « moi », ils s'avèrent incapables de se situer au regard du monde au-delà des préjugés qui les habitent. Seul, le héros subit une évolution sensible, résultat de ses erreurs de jeunesse, sans que soit pour autant altérée sa nature profonde, car il est doué d'un tempérament généreux qui se manifeste dès son plus jeune âge. Quant à l'héroïne, elle représente la sagesse incarnée et n'a nul besoin de s'amender, puisque les bienfaits qu'elle répand l'accompagnent de bout en bout.
Fielding se sert de ses personnages pour dénoncer ou approuver certaines attitudes ou institutions, non pas tant en les faisant disserter, ce qui arrive pourtant, qu'en les mettant en scène et leur faisant démontrer par l'exemple le bien-fondé de ses opinions. En général, il recommande, parfois avec insistance, la prudence comme vertu cardinale, mais les faits tendent à prouver que la transgression, voire la rébellion, obtiennent de meilleurs résultats que la circonspection. La véritable sagesse semble donc résider à mi-chemin, chaque situation devant être évaluée selon ses contingences ponctuelles et chaque individu, dans les limites de son honnêteté, restant fidèle à sa nature. 

## Recensement des personnages
Le caractère essentiellement linéaire de l'intrigue, déroulée au gré des aléas qui jalonnent le chemin du héros, fait qu'à un groupe central de protagonistes s'agrège une multitude de personnages secondaires dont l'histoire concourt à nourrir le dessein général du roman.
Les personnages les plus importants sont regroupés selon leurs rôles respectifs dans l'intrigue nouée par Fielding.

### Les personnages principaux
Ils sont tous liés à deux familles, les Allworthy et les Western, appartenant la petite noblesse rurale.

#### Les deux squires
Ils constituent le centre géographique et dramatique de toute l'action. Le mode vie de ces deux voisins de tempérament opposé domine le roman tout entier, surtout en sa première partie dans le Somerset.

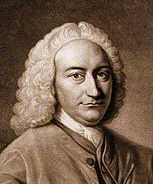
Portrait de Ralph Allen (1693-1764), modèle du squire Allworthy : détail d'une gravure noire de John Faber Jr., d'après Thomas Hudson (1754). National Portrait Gallery, Londres.

- Squire[N 1] Thomas[C 1] Allworthy[N 2], « favori de la Nature et de la Providence[1],[2] », respecté de tous pour sa distinction de cœur, est le tuteur de Tom « le petit enfant trouvé » qu'il élève comme son fils. Il est précisé au deuxième chapitre du livre II, qu'il est aussi son parrain, et lui a donc donné son nom de baptême.

Il est bien établi que ce personnage a été inspiré à Fielding par le mécène et philanthrope Ralph Allen (1693-1764) qui fut son bienfaiteur et qui l'invita à séjourner dans son manoir de Prior Park à proximité de la ville de Bath. Squire Allworthy est présenté comme un homo perfectus résidant aux abords du « paradis », mais sa perfection, vite confrontée à l'apparente religiosité du capitaine Blifil qui ne songe qu'à s'approprier sa fortune, révèle une forme de naïveté candide, d'inaptitude au discernement, ce qui l'entraîne à croire sur parole ceux qui dénigrent Tom, et le chasser sous le coup de la colère et de la déception.

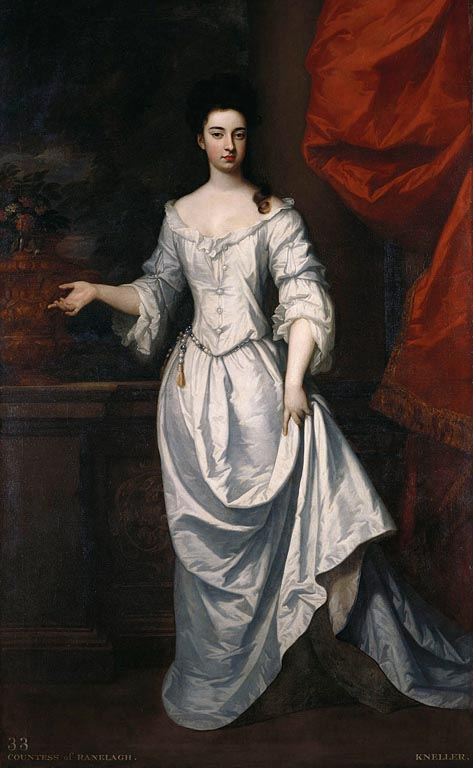
La brune Lady Ranelagh, peinte par Godfrey Kneller, citée par Fielding comme exemple de personnalité féminine ayant une certaine ressemblance avec la Sophia du roman.

- Squire Western, voisin de Squire Allsworthy et père de Sophia, est un grand amateur de chasse qui prend Tom en amitié jusqu'au jour où il a vent de l'idylle naissante entre sa fille et lui. Il enferme alors Sophia pour la forcer à épouser Blifil, et lorsqu'elle réussit à prendre la fuite, il la poursuit sans pitié. En définitive, il s'avère n'être qu'un grossier personnage aux manières rustaudes, avec un penchant à l'ivrognerie.

#### Les deux protagonistes
Ils sont les descendants des squires, encore que l'identité réelle de Tom ne soit connue que très tard dans le roman.
- Tom Jones, le héros éponyme de l'histoire, est initialement présenté comme l'enfant illégitime d'une femme « de basse extraction ». Élevé en gentleman par Squire Allworthy, il devient un jeune homme passionné dont la beauté naturelle s'allie à la bonté et la générosité. Le roman se construit autour de son accession progressive à la maturité, conduite de pair avec la conquête de Miss Sophia Western.
- Outre sa beauté exceptionnelle, Sophia Western, fille unique de squire Western, est douée d'une vive intelligence et son prénom, du grec ancien Σοφία, en souligne la sagesse : « son esprit était en tous points l'égal de sa prestance ; que dis-je ? cette dernière s'enrichissait des charmes du premier »[C 2],[5]. Sophia est attirée par le comportement naturellement aristocratique de Tom qu'elle considère pourtant comme de condition inférieure. Sa volonté farouche, dont témoigne sa fuite pour échapper au mariage avec Blifil, cède toujours le pas à une incomparable compassion envers autrui.

#### La famille des squires

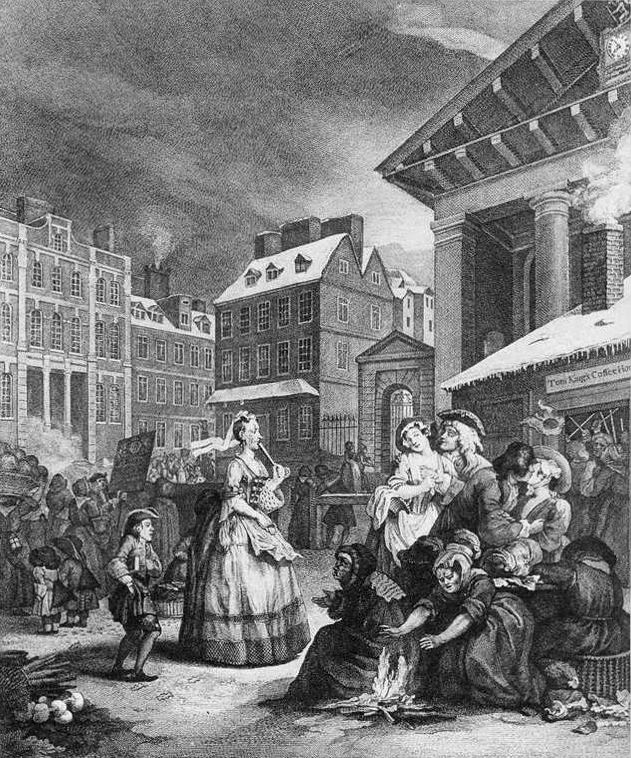
« Le Matin », scène hivernale de William Hogarth (Mrs Bridget Allsworthy serait la dame très grande du centre)

Les deux squires ont chacun une sœur. Celle de Mr Allworthy vit avec lui, et celle de Mr Western réside à Londres.
- Miss Bridget Allworthy est une femme peu avenante, qui vit avec son frère jusqu'à son mariage avec le capitaine Blifil, dont elle a un fils, Master Blifil. Ce n'est qu'après sa mort que son secret est révélé par une lettre-testament : Tom est en réalité son fils aîné, né de ses amours avec Mr Summer, un hôte de son frèren très apprécié mais mort prématurément de la petite vérole. Elle est censée avoir été immortalisée par William Hogarth dans son esquisse Winter's Morning.
- Mrs Western, la tante chez qui Sophia se réfugie après avoir fui le domicile paternel, vit à Londres. Elle se fait un dogme des règles de conduite de la bonne société de la capitale et ne se prive pas de les exposer.

#### Les participants locaux à l'intrigue
Très divers, ils ont des fortunes variées, souvent dictées par les circonstances, parfois par les décisions erronée de squire Alworthy qui exerce les fonctions de juge de paix.
- Jenny Jones/ Mrs Waters. Sous son nom de jeune fille, elle est décrite comme une jeune femme intelligente, versée dans le latin et « aussi érudite que la plupart des jeunes gens de qualité de son âge[6] ». Au service des Partridge, elle est renvoyée par la maîtresse de maison qui nourrit à son égard une forte jalousie. Elle passe pour avoir donné naissance à Tom. Squire Allworthy subvient à ses besoins dans une autre paroisse dans l'espoir qu'elle retrouvera le droit chemin. Sous son nom marital de Mrs Waters, elle est l'inconnue à laquelle Tom porte secours au chapitre 2 du livre IX ; s'ensuit une brève histoire d'amour qui passe pour incestueuse jusqu'à ce que les origines du jeune homme soient enfin révélées. Il sera prouvé plus tard que Jenny a reçu de l'argent pour mentir sur sa prétendue « faute » afin de protéger Miss Bridget.
- Doctor Blifil, ami de Mr Allsworthy, est un homme brillant qui s'est vu dans l'obligation de prendre une autre voie que celle où le sort l'appelait. Il s'éprend de Miss Bridget, mais déjà marié, il persuade son frère, le capitaine Blifil, de la courtiser à sa place. Le chagrin qu'il en éprouve ne le quitte plus et il finit par en mourir, le cœur brisé.
- Captain John Blifil, officier en demi-solde, est conduit chez les Allsworthy avec mission de conquérir Miss Bridget et réussit sa mission à merveille en dépit d'un physique plutôt ingrat. Le mariage a donc lieu, et ils ont un fils, Master Blifil. Mais, quoique raisonnablement épris de son épouse, c'est plutôt l'héritage de la propriété qui l'intéresse et il y rêve avec une telle intensité qu'il en meurt d'apoplexie. Après son décès, et malgré la haine réciproque qui a peu à peu gangrené le couple, sa veuve fait ériger un monument à sa mémoire.

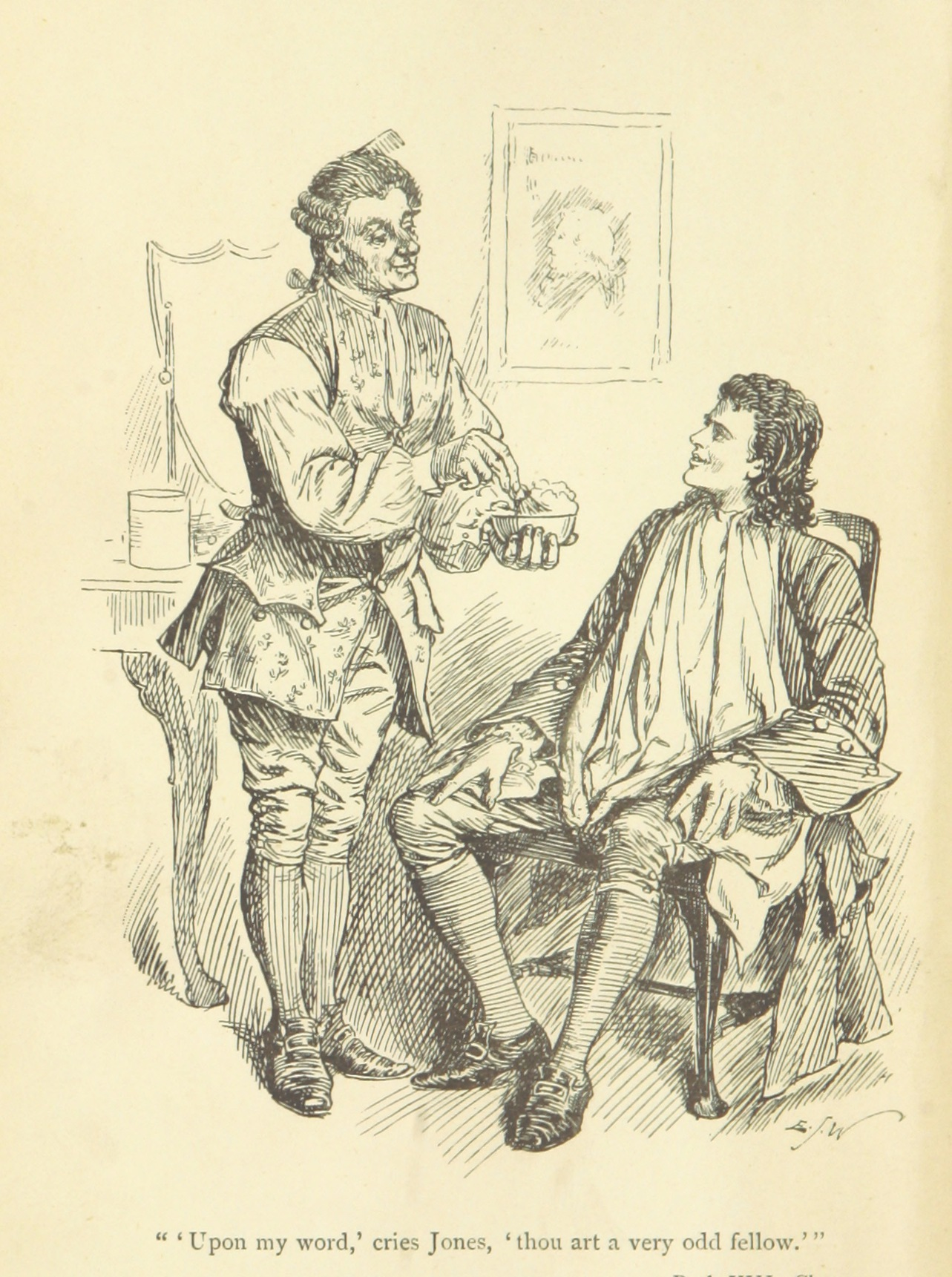
Sur la route de Gloucester, première rencontre de Tom avec Partridge, devenu barbier sous le nom de Petit Benjamin.

- Benjamin Partridge, initialement maître d'école, s'est vu ostracisé pour avoir prétendument battu sa femme et engrossé Jenny, allégations qui s'avéreront non fondées. Plus tard, sous le nom de « Petit Benjamin » (Little Benjamin), il rencontre Tom et décide de l'accompagner dans ses pérégrinations, espérant par là retrouver la confiance de squire Allsworthy. En toutes circonstances, il fait preuve de loyauté et de dévouement envers Tom, sans jamais récriminer sur son sort, à la différence de certains autres valets des picaros lancés sur la route dans la tradition cervantesque.
- Mrs Partridge, une femme amère et jalouse, s'acharne à nuire à son époux qu'elle accuse (à tor)t de la battre et d'être le père de l'enfant de Jenny, ce qui est l'occasion de scènes cocasses que l'humour de Fielding rend ridicules plutôt que pathétiques.
- Black George (George Seagrim), garde-chasse et ami de Tom, a une fille, Molly Seagrim. Tom est conduit à mentir et à voler pour lui venir en aide, ce que George lui rend bien en servant d'intermédiaire entre le jeune homme et Sophia Western. Cependant, Black George finira par trahir son bienfaiteur pour de sordides questions d'intérêt.

#### La paire de philosophes
Ils ont tous les deux mission de former à la fois le jeune Tom et Master Blifil.
- Mr Thomas Square, un philosophe, réside chez le squire qu'il conseille, tant sa soi-disant sagesse est appréciée. Il est également chargé de contribuer à l'éducation de Tom et de Blifil, dont il est l'un des précepteurs. Il a courtisé sans succès Miss Bridjet, a été l'amant de Molly, a soutenu Blifil contre Tom, mais, sur son lit de mort, il écrit une lettre à Squire Alworthy qui réhabilite le jeune homme. Pour lui, la nature humaine est « un composé parfait de toutes les vertus » et le vice est « comme la difformité du corps, une déviation de notre nature »[7],[C 3]. Ses élucubrations philosophiques se juxtaposent à celles de Twackum, l'autre précepteur de la maisonnée.
- Mr Roger Thwackum, maître d'école se piquant de morale et de philosophie, est chargé de l'éducation de Tom et de Blifil. Il  professe farouchement que l'esprit humain n'est qu'un « gouffre d'iniquité en attente de la purification et de la rédemption qu'apporte la grâce »[7],[C 4]. et, pour favoriser le processus, il s'adonne aux joies du châtiment corporel[N 4] qu'il pratique allègrement avec son instrument favori, la verge (the rod). En réalité, comme son collègue Square, il est bouffi de vanité et d'hypocrisie.

#### Le mauvais génie
- Le fils du capitaine Blifil et de Bridget Allworthy est toujours appelé Master Blifil. Son oncle le prend en charge lorsqu'il s'aperçoit que sa mère ne l'apprécie guère et lui préfère Tom. Sous un air plutôt strict et réservé, c'est un garçon vicieux et fuyant, jaloux de Tom, qui agit en sous-main. Squire Western est convaincu que sa fille Sophia s'est éprise de lui et les deux familles se préparent à sceller leur union. En réalité, Sophia déteste Blifil qu'elle s'est juré de ne jamais épouser.

### Personnages secondaires
Grroupés autour des gens qu'ils servent ou aident, ou encore par affinités, ils appartiennent surtout aux aventures de la route.

#### Les amantes de Tom et leurs agents
- Molly Seagrim, fille de Black George et premier amour de Tom. Belle et passionnée, sans grande pudeur ni vertu, elle devient enceinte et impute à Tom la responsabilité de son état. Bien qu'il ne soit pour rien dans cette affaire, Tom est plutôt heureux de passer pour le coupable.
- Mrs Seagrim (Goody Seagrim), mère de Molly, et de mèche avec elle pour attirer de nombreux hommes à des fins intéressées, elle s'efforce de cacher la grossesse de sa fille en lui faisant porter une robe ayant appartenu à Sophia.
- Lady Bellaston, dame résidant à Londres, vers laquelle se tourne Sophia lorsqu'elle s'échappe de chez elle. Elle séduit Tom qui devient son amant et, se conduisant en perverse vicieuse et cruelle, fait tout son possible pour séparer les deux jeunes gens.
- Mrs Etoff, bonne de Lady Bellaston, qui tient sa maîtresse au courant de tous les ragots concernant Tom.
- Mrs Arabella Hunt, jeune veuve très riche qui sollicite de Tom qu'il devienne son deuxième mari, ce qu'il refuse avec élégance et galanterie.

#### Deux parasites
- Mr Dowling, avocat à Salisbury, qui a des affaires en cours pour Allworthy et Blifil, mais qui, cédant aux instances du second, se compromet dans des activités douteuses, tout en protégeant le secret de Miss Bridget.
- Lord Fellamar, gentleman aux idées socialisantes, qui s'éprend de Sophia Western et tente de la violer pour arracher son consentement. Lady Bellaston l'incite à la cruauté, mais plus tard, il recevra le soutien de Mrs Western.

#### Deux félons et un comparse
- Ensign Northeton (L'enseigne Northeton), militaire fruste, grossier et fort déplaisant qui attaque Tom dans une taverne, le blessant gravement à la tête. Arrêté et emprisonné, il réussit à prendre la fuite ; Tom le croise à nouveau près d'Upton alors qu'il agresse une dame, Mrs Waters, que Tom réussit à sauver.
- Ensign Adderly (L'enseigne Adderly), rencontré par Tom dans l'unité où il a été recruté et avec lequel il finit par se battre.
- Captain Egglane, militaire recruté par Lord Fellamar pour enrôler Tom de force sur un navire[N 5].

#### Les rencontres pittoresques

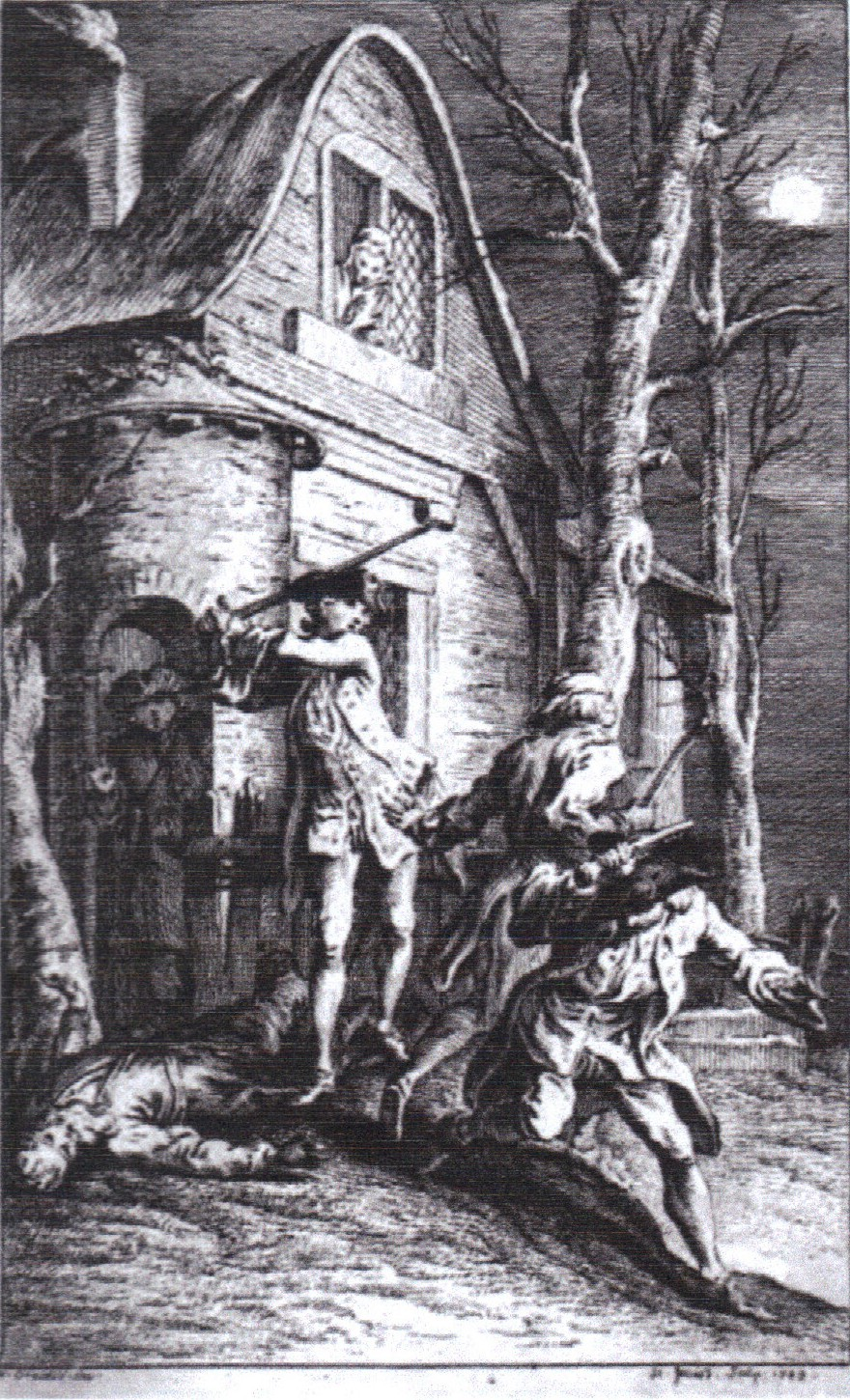
Tom met en fuite des brigands devant la maison de « L'homme sur la colline » (Gravelot, 1750).

- Le Roi des Gitans (King of the Gypsies), avec lequel Tom a une conversation très intéressante sur la monarchie absolue. Il se conduit avec sagesse quand Partridge commet un impair de taille.
- The Man of the Hill (« L'homme sur la colline »), un vieil homme, rencontré par Tom au cours de ses pérégrinations. Il lui raconte l'histoire de sa vie qui l'a conduit à voyager pour s'instruire et lui a donné une philosophie fondée sur la sagesse et l'étude du divin[8].
- Le marionnettiste (The Puppet Master), rencontré en chemin, il joue une pièce intitulée Le Mari trompé. Au cours du spectacle, il essaie de voler Sophie qui se trouve dans le public mais, informé de ce qui se passe par le clown Merry Andrew, Tom vole au secours de sa bien-aimée.
- Un clown Merry Andrew[N 6], chargé d'annoncer par un roulement de tambour le commencement du spectacle donné par le marionnettiste.

#### Les rencontres désagréables
- Mr Fitzpatrick, il épouse Harriet qui s'est éprise de lui, mais n'en veut qu'à son argent pour éponger ses dettes. Violent, il la séquestre et ne la libère que contre paiement. Convaincu que Tom est son amant, il le provoque en duel et est blessé.
- Mrs Harriet Fitzpatrick, son épouse, cousine de Sophia Western.
- Parson Supple, vicaire de la paroisse, présent lorsque Squire Allworthy atteste que Tom est le père de l'enfant que porte Molly et également quand Tom est trouvé en compagnie de la jeune femme dans les bois. Plus tard, il accompagne Squire Western lors de sa poursuite de Sophia.

#### L'auberge d'Upton
- Le propriétaire et sa femme (The Landlord and Landlady) à Upton, tenanciers de l'auberge huppée d'Upton où Tom, arrivant avec une jeune femme plutôt dévêtue, est fort mal accueilli, ce qui conduit à divers malentendus et quelques bagarres homériques.
- Susan, la robuste servante, une gaillarde « qui savait jouer des deux poings ».
- Un Irlandais pair du royaume (The Irish Peer), rencontré en chemin dans une auberge. Il dîne avec Lord Fellamar et lui déclare son intention d'obtenir une séparation entre Mr et Mrs Firzpatrick.
- Grace, femme de chambre.

#### Les bons personnages

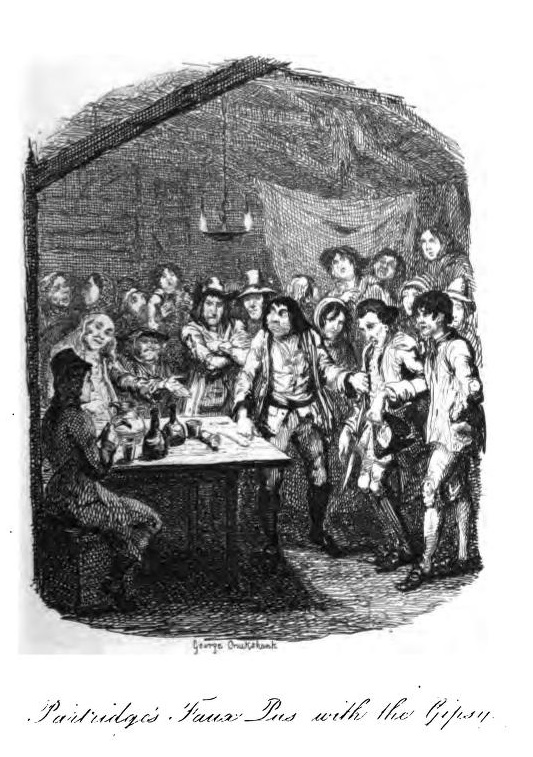
Partrige jugé par le roi des gitans après avoir été surpris en conversation galante avec une jeune bohémienne (George Cruikshank, 1887).

- Mrs Miller, veuve d'un homme d'Église, mère de Nancy Miller et cousine de Mr Anderson, le pauvre bandit de grand chemin amateur. Personne au grand cœur et d'une extrême bienveillance, chez qui Tom et Partridge logent à Londres, elle joue un rôle crucial dans l'évolution morale de Tom qui le conduit au succès final. Elle éprouve également une forte reconnaissance envers Squire Allworthy qui l'a aidée quelques années auparavant.
- Nancy et Betty Miller, ses filles. Nancy Miller est une gentille jeune femme qui s'éprend de Nightingale, donne naissance à son enfant et finit par l'épouser.
- Mr J. Nightingale, leur logeur, qui épouse Nancy avec l'aide de Tom qui est devenu son fidèle ami.
- Mr Nightingale (Elder Nightingale, « Nightingale l'ancien »), père du précédent, qui manigance un mariage pour éloigner son fils de Nancy, mais, en raison des circonstances et de l'amicale pression d'Allworthy, se rend à la raison.
- Mr Nightingale, oncle du précédent.
- Mr Anderson, un homme frappé par la pauvreté, à la tête d'une famille nombreuse, qui, en un moment de désespoir, tente de voler Tom qu'il a rencontré sur un chemin. Au lieu de le poursuivre, Tom lui donne une bourse d'argent, et lorsqu'il se révèle qu'il est le cousin de Mrs Miller, lui apporte son aide pour retrouver l'estime de la dame.
- Mrs Abigel Honour, femme de chambre de Sophie Western à la loyauté sans faille. Elle fait en sorte d'être obligée de rendre son tablier pour accompagner sa jeune maîtresse dans sa fuite.  Il lui arrive de se donner des airs de grande dame et elle finira sa carrière auprès de Lady Bellaston.
- Little Benjamin (« Petit Bejammin»), surnom sous lequel est connu Partridge dans la bourgade où il fait office de barbier-chirurgien. Ayant découvert que le jeune homme qu'il a rasé puis soigné est Tom Jones, il lui dévoile sa véritable identité et décide de l'accompagner, puis est ironiquement appelé par ce nom ainsi au cours de leurs pérégrinations, alors qu'il mesure six pieds, soit plus d'un mètre quatre-vingts.

## Caractérisation des personnages
La préférence du Dr Johnson allait vers Richardson et son animosité littéraire se portait contre Fielding dont il trouvait les romans grossiers et moralement pernicieux. Il opposait ce qu'il appelait « les personnages de nature » du premier aux « personnages de mœurs » du second, louant la complexité et la profondeur des uns et blâmant la simplicité et la superficialité des autres. Pour illustrer son propos, le célèbre censeur faisait appel à la métaphore de l'horloge, « Richardson en montrant le mécanisme intérieur et Fielding se bornant à en décrire le cadran ».

### Personnages «d'après nature» (Henry Fielding)
Il est vrai que Fielding, fidèle à la technique de la comédie, s'approche de ses personnages par l'extérieur, à l'opposé de la méthode interne, quasi confessionnelle de Richardson que favorise le procédé épistolaire. Aussi l'auteur de Tom Jones s'intéresse-t-il d'abord à l'aspect, ce que Johnson appelle « la gousse » (husk), suffisante à ses yeux pour appréhender le specimen. En conséquence, ses personnages restent, pour reprendre la terminologie de E. M. Forster « plats » (flat) et, malgré l'agitation qui les entoure, statiques. Cette limitation volontaire est en partie due à la conception  aristotélicienne de la nature humaine, caractérisée par la fixité, la stabilité et la permanence. De plus, dans Joseph Andrews, Fielding assure peindre des types éternels : « l'homme de loi, écrit-il, n'est pas seulement vivant, mais vit depuis quatre mille ans »,, appartenant à un groupe social et une espèce morale bien définis, issus d'un milieu, exerçant en général une profession, identifiables par leurs écarts ou leur constance par rapport aux canons régissant la conduite et la moralité.

#### Une nature bien cadrée
Si Fielding peint ses personnages selon nature, il s'agit d'une nature bien cadrée par l'éthique chrétienne,, êtres de bienveillance et de charité qui s'opposent à d'autres, voués à l'égoïsme. Il se conforme aussi à des schémas de conduite préétablis, l'avarice, la luxure, la bonté, etc. En d'autres termes, ses hommes et ses femmes servent essentiellement à illustrer des vérités morales, ce qui le conduit à des généralisations et aussi à des apartés avec le lecteur qui s'interroge, mais est in fine invité à partager ses vues.
Par exemple, l'ardeur que met Lady Bellaston à promouvoir le mariage de Sophia avec Lord Fellamar paraît à première vue suspecte : pourquoi tant de hâte, pourquoi tant de générosité envers Western, se demande le narrateur au nom de son lecteur ; la réponse se résume à un appel à « la nature humaine » et à ce que Goethe a appelé plus tard Das ewig Weibliche (« l'éternel féminin ») : « Le lecteur sera peut-être surpris que Lady Bellaston, qui, au fond de l'âme, haïssait Sophie, se donnât tant de peine pour faire réussir un mariage qui semblait avantageux pour elle. En ce cas, je le prie de lire avec attention les dernières pages du cœur humain, et il y verra, en caractères presque illisibles, que les femmes, […], pensent réellement qu'en fait de mariage, c'est une grande infortune d'être contrariées dans leurs inclinations […] Si le lecteur ne se contente pas de ces raisons, j'avoue franchement que je ne puis assigner aucun motif à la conduite de cette dame »,. Fielding ne saurait donc être opposé à Richardson, et surtout pas pour dire, comme le Dr Johnson, que l'un est inférieur à l'autre, tant la conception même du roman diffère entre les deux écrivains : alors que l'auteur de Pamela sonde l'intimité du cœur, celui de Tom Jones tente de se conformer aux grandes lois en régissant les intermittences.

#### Procédés parodiques et scéniques
L'élément parodique est loin d'être absent dans la caractérisation des personnages dans la mesure où le héros, en constante relation avec tous, est lui-même pseudo-héroïquement conduit à effectuer un long voyage tel Ulysse s'en revenant de Troie. Comme le roi d'Ithaque ensorcelé par des sirènes et autres reines à leur proie attachées, Tom rencontre des séductrices, Lady Bellaston, Mrs Waters, l’aventurière dépravée, qui tentent de le détacher de sa belle Sophia ; comme lui aussi, qui vainc les terribles monstres Charybde et Scylla et est retenu sur l'île de Calypso, il échappe à la paire jumelle Thwackum et Square et se trouve emprisonné dans une geôle londonienne ; tel Ulysse encore qui s'en retourne auprès de Pénélope, Tom libère sa bien-aimée de ses misérables soupirants et l'épouse à la fin du roman,.
De plus, la caractérisation des personnages doit beaucoup à l'expérience du théâtre, dont prévalent dans Tom Jones nombre de procédés. Ainsi, les protagonistes sont identifiés dès le début, les deux groupes familiaux, Allworthy et Western, mis en parallèle et en opposé. La répartition première des jeunes héros en puissance s'établit en deux catégories faciles à reconnaître, l'énergie de l'un se heurtant à la réserve de l'autre, puisque, autant Tom est turbulent et audacieux, autant Blifil reste silencieux et froid. Puis, les contours se dessinent d'emblée par la prise de parole, clichés accrocheurs de Square, comparaisons récurrentes servant d'éloquence aux Western, etc. L'affinement des caractères résulte enfin de la variété des scènes où ils apparaissent en situation, tonalité et rythme différant lorsque, par exemple, sont réunis Tom et Sophia, squire Western et Deborah Wilkins, ou Tom et Lady Bellaston,.

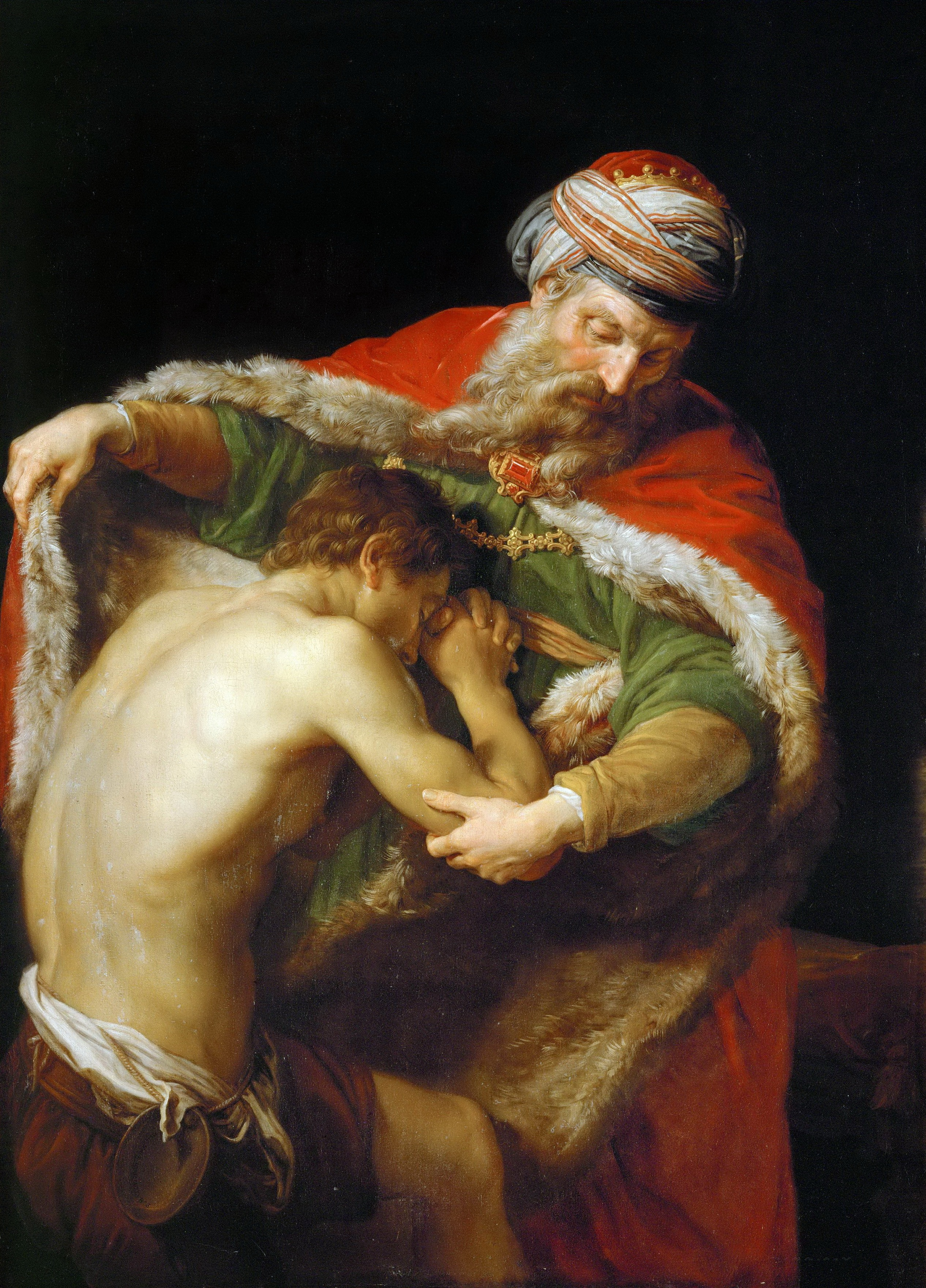
Le retour du fils prodigue, par Pompeo Batoni.

Enfin, il existe de nombreux parallèles entre Tom Jones et la Bible. Tom ressemble au fils prodigue de la parabole de saint Luc ; plus importante, est son expulsion de son paradis qui évoque celle d'Adam et Ève chassés du leur, référence renforcée par la citation de Milton extraite du Paradis perdu, soulignant l'hostile aridité du monde qui l'attend et, par opposition, la rassurante luxuriance de celui qu'il laisse derrière lui : « Comme le dit Milton, tout l'univers s'étendait devant lui ; et Jones, de même qu'Adam, n'avait personne à qui demander secours et réconfort »,. Le même exil attend bientôt Sophia, d'autant plus cruel que c'est elle qui se voit forcée de fuir parce que son Éden est devenu une prison. Quant à Allworthy, il est comparé au Bon Samaritain (Lc 10,25-37) lorsqu'il vient au secours du pauvre et à Dieu quand il exerce son autorité de seigneur et maître (de Allworthy à Allmighty, il n'y a qu'un pas), privilège que partage le narrateur régnant sur le roman tel Celui qui gouverne l'Univers. Pour compléter le tableau, le Satan de l'histoire est Master Blifil, ce Nahash responsable de la chute qui précipite l'histoire.

#### Un monde de conte de fées
Derrière le réalisme de la narration, se niche un conte de fées, Tom, en particulier, apparaissant comme un type de héros tel ceux des mythes et légendes universels. « Il est, écrit Kenneth Rexroth, de la famille des princes orphelins, des fils de roi recueillis par une louve, des enfants Moïse découverts dans les roseaux, dont chaque geste trahit la noblesse et qui, au bout de maintes et maintes pérégrinations, finissent par découvrir leur véritable naissance ». Avec lui, Fielding cherche à définir l'authentique gentleman, moins bien né que beaucoup, mais mieux né, car eux sont de mauvais aristocrates. « Tom est naturellement gentleman — non pas un sauvage noble, au sens de Rousseau, plutôt un aristocrate égaré parmi les sauvages ». Tout, dans le roman, vise à illustrer cette noblesse, cette générosité d’âme : si Tom commet des erreurs, c'est toujours pour le bien d'autrui ; ses rapports avec les femmes sont d'abord motivés par le désir d’être agréable ou de rendre service, comme lorsque Mrs Waters lui fait des avances qu'il ne sait pas repousser. Quant à Sophia, telle une Cendrillon en robe blanche, elle reste quoi qu'il arrive d'une totale noblesse d'âme.

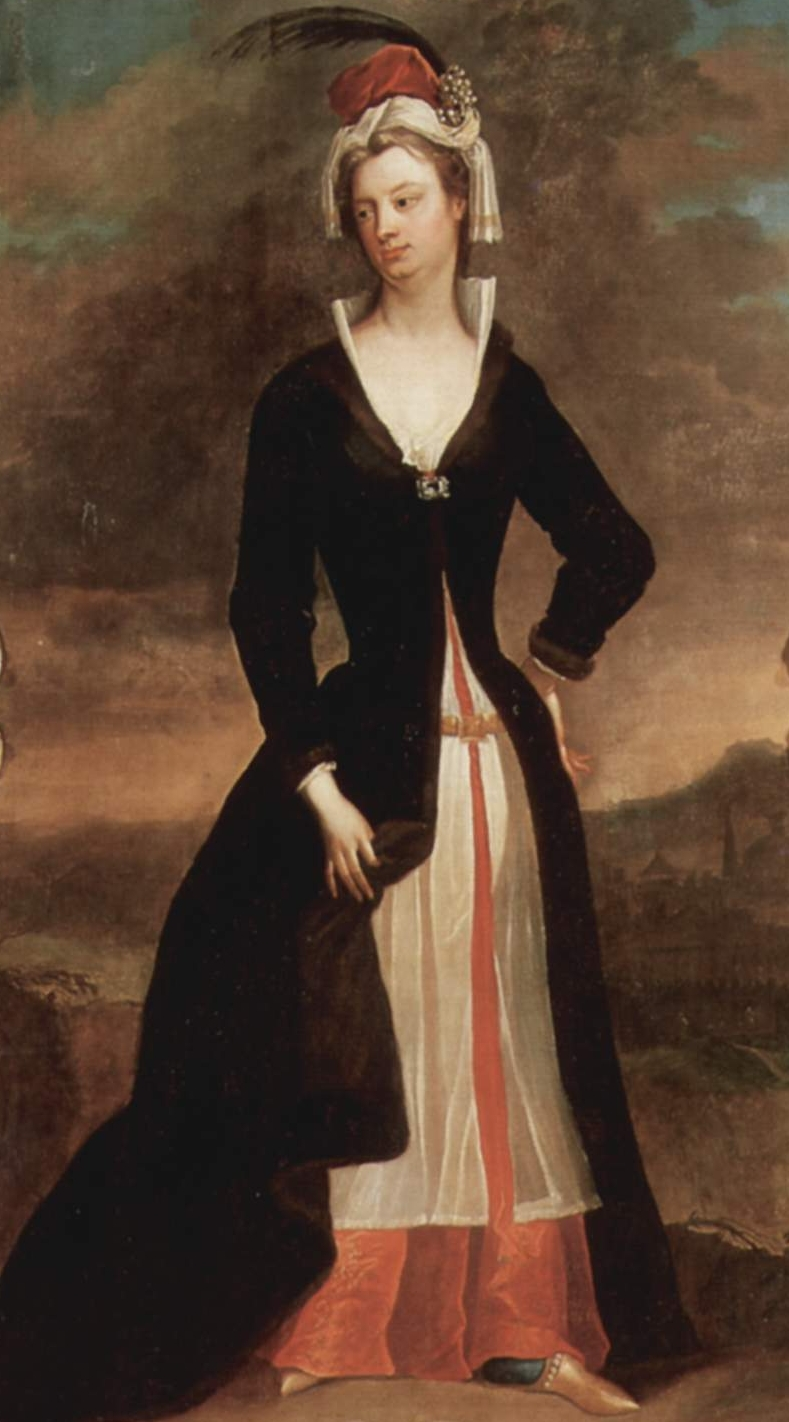
Lady Mary Wortley Montagu, par Charles Jervas, ca 1720.

Certes, il s'agit d'abord pour Fielding de s'opposer à la « psychologie larmoyante » des héroïnes de Richardson et de nombreux critiques lui ont reproché que ses héros manquaient de profondeur et d'intériorité. D'ailleurs, comme le fait remarquer Kenroth, dès qu'ils s'avisent de réfléchir, il les tourne en dérision comme s'ils étaient « en train de se duper eux-mêmes ». De fait, Fielding se méfie des pensées, en particulier lorsqu'elles se tournent vers soi, tout ce qui ressemble à l'introspection lui paraissant hors de propos. Au contraire de Defoe qui prétend à l'authenticité, il revendique la mise en scène non pas d'êtres de chair et de sang, mais de créations issues de sa seule imagination. Alors, au-delà de leur vérité intrinsèque, ses héros accèdent à un univers mythique, avec de bonnes fées et des sorcières, de gentils rois et des loups-garous, pour, une fois leur voyage terminé, se métamorphoser en princes et princesses, se marier et avoir de nombreux enfants.
Certains contemporains ont reproché à Fielding cette audace romanesque, arguant du fait que les contes de fées proposent souvent une leçon immorale et que les frasques passagères de Tom, si aisément pardonnées, risquent de corrompre la jeunesse ; Lady Mary Wortley Montagu déplore que le modèle légendaire tronque la nature selon des schémas préétablis en contradiction avec la réalité de l'ordre social, et curieusement, alors qu'elle est à la pointe du combat pour l'émancipation des femmes, elle donne pour exemple le mariage d'amour obligé du dénouement.

### Les personnages et leur environnement
Si Defoe s'est surtout préoccupé de la capitale, de ses bas-fonds et de sa pègre, ou alors de la classe des marchands, si Richardson s'applique à sculpter la sensibilité des jeunes filles et se limite à la sphère domestique, Fileding, lui, innove en présentant l'ensemble du spectre social, mais en priorité celui de la ruralité, en l'occurrence du Somerset. Le roman s'articule autour de deux familles de la petite aristocratie campagnarde, celles de deux squires représentant la gentry, chacun miroir opposé de l'autre, autour desquels gravite une foule de gens ordinaires, dont certains sont sortis de l'anonymat pour jouer un rôle dans l'intrigue. Les protagonistes se trouvant être les enfants respectifs des squires et chacun d'eux, pour des raisons diverses, se voyant chassé ou obligé de fuir, s'ajoutent à ce décor la route, ses relais et auberges, ses voyageurs et ses bandits, ses rencontres, autant d'occasions d'aventures, de déboires et aussi de découvertes édifiantes. Ainsi, nombre de secrets sont levés en chemin par le jeu de coïncidences restaurant des parentés perdues, renouant des liens devenus épars. C'est ainsi que le lecteur apprend la véritable origine du héros, fruit des amours secrètes de la sœur même d'un squire et nommé d'après son père biologique.

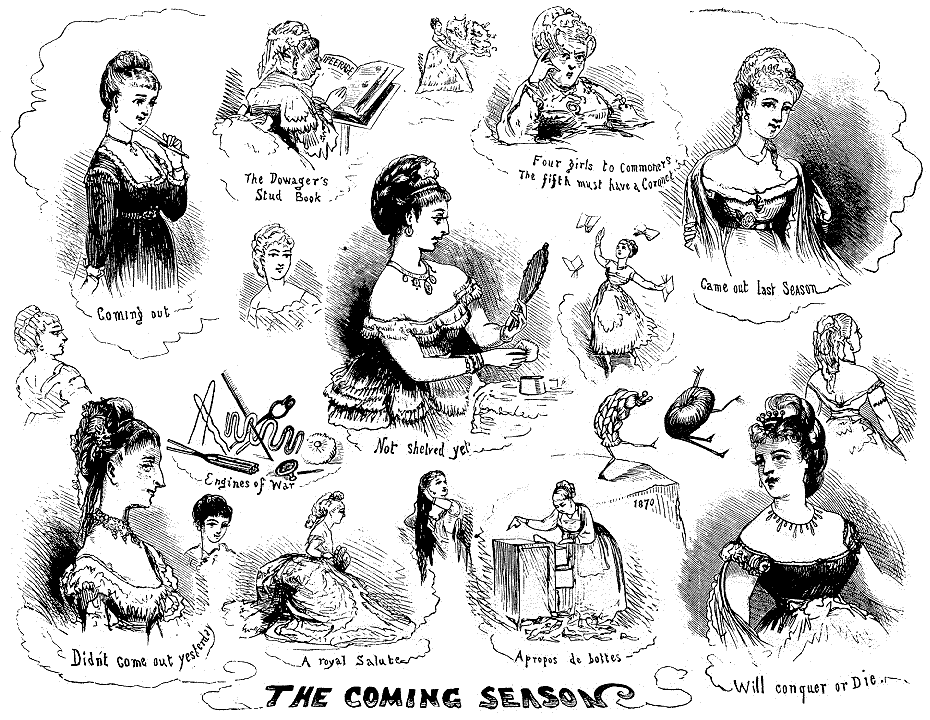
Dessin humoristique de 1870, raillant l'arrivée de la « saison londonienne ».

L'ultime étape, avant le retour au bercail, des protagonistes, les vrais héros du roman, se déroule dans la capitale, mais Fielding ne lui fait jouer aucun rôle dans le roman. C'est un lieu sur la carte et, au contraire de la pratique de son grand disciple du XIXe siècle, Charles Dickens, ni un décor, ni un acteur, encore moins un symbole. D'ailleurs, il est significatif qu'une fois l'action terminée et de dénouement accompli, les personnages concernés ne restent pas à Londres, mais s'en retournent dans leur comté natal. Seul, Mrs Western, la sœur du squire père de Sophia, y a vécu pendant de nombreuses années, mais tout ce qu'elle a à en dire se résume à des bribes de traités sur l'étiquette en vigueur dans la bonne société citadine, sans qu'elle en évoque les mœurs ni n'en décrive l'environnement. Pas d'augustes bâtiments, pas de fleuve puissant ou de marchés grouillants, point de populace dans le monde de Tom Jones, pas de vociférations non plus, à deux exceptions près, celles de squire Western qui parle à tous comme à ses chiens, et la bataille pseudo-épique à laquelle Molly est acculée après la messe par la horde de femmes endimanchées qu'elle met en déroute, scène qui n'est pas sans ressembler à celle des fouaces picrocholines de Rabelais, auteur méritant l'admiration explicite de Fielding au même titre qu'Aristophane, Lucien, Molière, Cervantes, Shakespeare et Swift,,.
À part quelques intrigants et intrigantes, comme Lord Fellamar ou Lady Bellaston, qui, eux, ont une vie urbaine, ne serait-ce que pendant la « saison de Londres », tous les personnages importants ne quittent que rarement leur campagne. Sur ce point, les deux squires ne se plient pas aux usages, car il était attendu d'un membre de la gentry qu'il passât plusieurs mois chaque année à se montrer dans la capitale et à en goûter les plaisirs, réceptions, bals, représentations, organisés pour l'occasion. D'ailleurs, aussi bien Mr Allworthy que Mr Western sont rivés à leur terroir, le premier parce qu'il passe plus de temps à arpenter ses champs avec sa meute de chiens qu'à fréquenter son salon, le second en raison des fonctions de juge de paix qu'il y exerce, ce qui le met en contact avec des membres de tous les corps de métiers indispensables à la vie rurale, garde-chasse, artisans, marchands et colporteurs, membres du clergé et maîtres d'école. Avec squire Western, le garde-chasse et Tom qui l'accompagne, toute une ménagerie d'animaux complètent le tableau rural, les chevaux, la meute, les renards, lièvres et cerfs qui, par leur liberté, crée un conflit entre la nature et la propriété, franchissant sans cesse les limites interdites, passant des terres d'un squire à celles de l'autre, en somme préfigurant le thème premier du roman, les brèches faites aux murailles de la convention, le non-respect des seuils sociaux et des frontières morales obligés, l'ultime triomphe du tempérament sur la prudence à tout crin,.
Les rapports que ces personnages entretiennent avec leur environnement n'est pas primordial dans l'ordonnance du roman. Là encore, point de décor emblématique, peu de descriptions autres que parodiques des paysages, souvent évoqués à la façon de la poetic diction (langage poétique obligé) traditionnelle qui, d'ailleurs, faisait débat depuis deux décennies dans le Spectator d'Addison et de Steele et que Pope avait moquée dans son Peri Bathous en 1727,. En somme, dans Tom Jones, l'environnement a une fonction purement technique : il permet aux personnages d'évoluer, de vaquer, d'intriguer parce qu'il leur fournit les instruments de leurs agissements : pour décrire un squire chasseur, il faut du gibier ; pour que s'accomplissent les intrigues de dames avides de jeunes chairs, il  faut des chambres et des lits ; pour que les gens tombent malades et que sévissent leurs médecins, il faut de la pluie et du vent, etc. En soi, cependant, il n'exerce pas d'influence capitale ni ne représente une valeur ajoutée à un roman que seuls préoccupent les rapports sociaux et les principes moraux qui les sous-tendent.

### Dette des protagonistes envers leur créateur

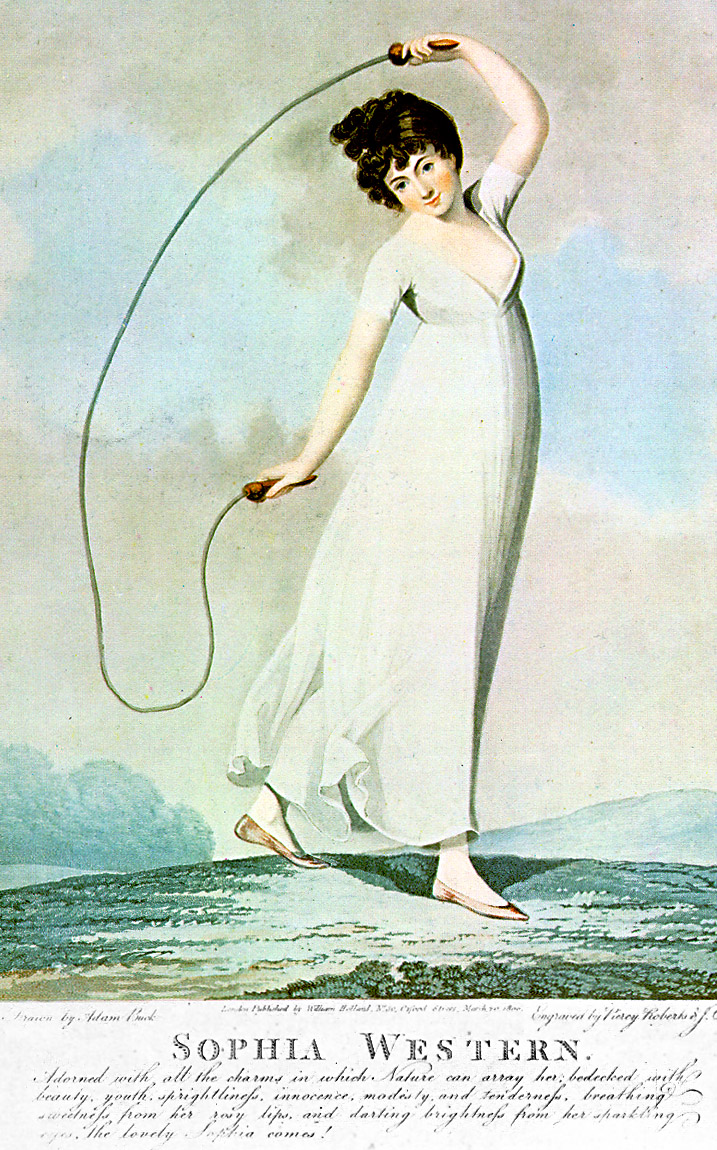
Sophia Western, vue par J.C. Stadler et Piercy Roberts, d'après Adam Buck en 1880.

L'héroïne Sophia Western a été créée à l'image de Charlotte Craddock, réputée très belle et fort délicate, avec qui Fielding s'était enfui (had eloped) pour se marier secrètement à Charlcombe près de Bath,. Dans le roman, le narrateur écrit de Sophia « […] par-dessus tout, elle ressemblait à celle dont l'image ne sortira jamais de mon cœur, et si tu te souviens d'elle, mon ami, tu auras alors une juste idée de Sophia »,, et au début du livre XIII, il ajoute : « Prédis-moi que quelque jeune fille dont l'aïeule est encore à naître, en devinant, sous le nom supposé de Sophia, toutes les perfections de ma Charlotte, sentira un soupir de sympathie s'échapper de son sein »,. Éminemment supérieure à son homologue masculin, écrit Gordon Hall-Gerould, elle capte la sympathie et l'amour de tous par sa bonté qui atteint à des sommets esthétiques et donne l'impression d'avoir posé pour son mari lorsqu'il en a brossé le portrait,.
Tom le héros ressemble à l'auteur, physiquement d'abord car, comme lui, c'est un solide gaillard, psychologiquement ensuite, décrit comme généreux et extravagant, aimant les femmes, constamment en quête d'argent, et, selon Thackeray, doué du port naturel aux personnes de distinction. Pourtant, ses manchettes étaient couvertes d'encre, sa jaquette passée tachée de vin de Bordeaux, son visage marqué par le souci et la boisson, ses goûts plutôt communs, l'appétit robuste (son œuvre décrit volontiers la bonne chère et, en 1736, il a composé un poème glorifiant le rosbif du dimanche pour sa pièce L'Opéra de Grub Street (The Grub-Street Opera), The Roast Beef of Old England,), mais l'esprit et le cœur étrangers à la mesquinerie, à la flatterie, à la rancœur et doué d'une loyauté sans faille, et apparemment peu soucieux des convenances, son second mariage avec la servante de sa première épouse ayant suscité un scandale vu qu'elle était déjà enceinte de ses œuvres depuis six mois.
Cependant, Fielding s'est défendu de s'être choisi comme modèle ; dans sa dédicace à « l'Honorable George Lyttelton, Esq., l'un des lords-commissaires de la trésorerie », il écrit : « On n'aura pas à former, je crois, la flatteuse opinion que je me sois pris pour modèle. Allez, je ne m'en soucie point ; et chacun devra le reconnaître : les deux personnes dont je me suis inspiré, deux des meilleurs et des plus valeureux hommes du monde, sont de mes amis, attentifs et zélés »,,.

## Fonction des personnages
À première vue, les personnages peuvent paraître superficiels, mais le fonds historique d'où est né le roman implique qu'ils suivent certaines règles, dont la principale est qu'ils portent un message moral. Certes, Fielding a combattu à sa façon parodique, l'excès de vertu déployé dans Pamela par Samuel Richardson qui frise l'hypocrisie. C'est pourquoi, Tom Jones reste un livre éminemment optimiste, ce que « certains critiques ont pris pour un manque de sensibilité »,. Si Fielding entend se comporter comme « un historien de la nature humaine avec l'obligation d'accentuer l'aspect moral de son œuvre »,, c'est « par le rire qu'il choisit de purger l'humanité de ses faiblesses »,.
C'est pourquoi les personnages dans Tom Jones ont une vie intense sans jamais devenir des emblèmes promenés au fil des pages. C'est par l'action qu'ils véhiculent les idées et les valeurs de sa vocation supérieure, certes rappelée par de nombreuses interventions auctoriales, mais avant tout mise en scène avec le foisonnant brouhaha de la réalité humaine.

### Nature et tempérament
Le premier chapitre explique que « nous n'avons pas d'autre provision jusqu'ici que la nature humaine […] le lecteur instruit ne peut ignorer que, dans la nature humaine, quoique désignée ici par un nom générique, il existe une si prodigieuse variété qu'un cuisinier emploiera plutôt tout ce qui, dans les règnes animal et végétal, peut servir à la nourriture de l'homme qu'un auteur n'épuisera un sujet aussi étendu »,. La critique à laquelle Fielding a dû faire face à la parution concernait surtout la conduite licencieuse de personnages comme Molly Seagrim, Mrs Waters et Lady Bellaston, sans compter celle du protagoniste, Tom Jones. Pour autant, le but de Fielding n'est pas de créer un texte moral au point d'occulter la « pâte humaine » ; convaincu qu'elle est capable du meilleur comme du pire, il s'est efforcé d'en explorer les contradictions, de la montrer à l'œuvre sans défendre ni pourfendre sa conduite, de baliser peu à peu son cheminement d'autant de bornes indicatrices d'une possible sagesse ; de fait, à une exception près, les personnages mentionnés, pour peu qu'il ou elle la recherche, subissent une évolution conduisant à une forme de rédemption.
Ainsi, Molly  Seagrim, passionnée et sensuelle, envoûte Tom et l'initie aux premiers plaisirs de l'amour. Elle essaie aussi de s'assurer sa protection en lui donnant un enfant. Le jeune homme reste hilare lorsqu'il apprend qu'elle est la maîtresse de Square et montre tout autant d'indifférence joyeuse à la découverte que l'enfant n'est pas né de ses œuvres. En définitive, Molly trouvera sa part de bonheur dans la quiétude d'une union avec Partridge à la fin du roman.
Mrs Waters, alias Jenny Jones, accusée d'être la mère de Tom, est exilée hors des murs de la ville et se met en ménage avec le capitaine Waters. Passer pour son épouse ne l'empêche pas de céder aux avances de Northerton et de se jeter dans les bras de Tom. Cependant, l'honnêteté foncière de son tempérament se révèle en plusieurs occasions et elle sait faire preuve de gratitude, ce qui suffit pour lui assurer un avenir respectable et licite, puisqu'elle finit par épouser Parson Supple.
Le cas de Lady Bellaston est différent : demirep, c'est-à-dire littéralement « jouissant d'une demie réputation », elle est a l'affût de jeunes gens et passe en ville pour une courtisane. Nightingale, l'un des personnages, avec Partridge, les plus valeureux du roman, perçoit d'emblée qu'elle n'a nulle intention de se réformer et, pour la forcer à rompre avec Tom, imagine le stratagème de la demande en mariage. La réussite est totale : outrée, mais surtout horrifiée à la perspective d'une vie de compromis, elle chasse son jeune amant sans plus attendre comme s'il était un vulgaire manant. Le récit la punira : demirep elle est, demirep elle restera.
Quant à Tom, son statut de protagoniste le promet forcément, par la facture même du genre romanesque choisi, à un avenir serein, car Tom Jones ne doit rien à la mode du rogue novel qui peut finir mal. Il n'empêche qu'il lui faut vivre sa vie, que son tempérament bouillant et impétueux rend à la fois agréable mais semée de chausse-trape, décisions imprudentes, erreurs morales, chaque fois compensées par la noblesse innée du cœur. Son ultime récompense s'avère donc en conformité avec sa nature profonde, les transgressions demeurant accidentelles. Le tempérament, ici, relève de l'inconscience heureuse et non d'un mal inhérent à l'être : cela, Fielding le sait : « attendu qu'il est plus aisé, je crois, de rendre sages les bons que de rendre bons les méchants »,. En fait, Fielding a une telle confiance en son héros qu'il en fait un révélateur des véritables pécheurs de son romans. Comme l'écrit Guerin à ce propos, « Tom Jones de Fielding, par exemple, illustre la supériorité morale d'un jeune homme bouillant comme Tom dont les frasques sexuelles sont largement compensées par son humanitarisme, sa bonté de cœur et son sens de l'honneur, instinctif et non acquis par l'éducation »,,.
C'est là non pas un tableau de la nature humaine de l'époque, mais de l'homme tel qu'il est, ayant valeur universelle. En ce sens, Tom Jones est une somme résumant son auteur, « le fruit de ses plus riches observations et de ses plus mûres réflexions sur la vie »,.
Reste le cas de Squire Western, le petit noble de campagne sans façon, sans manières non plus, qui préfère la bouteille à la tasse de thé, les jurons au langage policé, la colère à la retenue. Lui aussi est un homme de passion,  que Fielding garde jusqu'au bout de son histoire sans la moindre altération, tel qu'en lui-même, fort en gueule, rugueux et emporté. Il ne lui inflige aucune sanction, bien au contraire, il le comble en lui octroyant un gendre de son rang. Cette indulgence est à plusieurs tranchants : la force comique du squire  s'impose au lecteur jusqu'au dénouement, ; il reste un exemple vivant de la cruauté morale d'un père égoïste à l'égard de son modèle de fille ; il sert de repoussoir à son bon squire de voisin et annonce a contrario part de ce que sera Tom lui-même, lorsqu'ayant sans doute succédé à son oncle, il alliera dans sa gestion familiale et ses fonctions de juge de paix la générosité innée dont il a toujours fait preuve au fougueux tempérament qui l'habite, synthèse heureuse, en quelque sorte, des deux squires, le calme et réfléchi, quoique pas toujours avisé, Allworthy et, en version domestiquée, cette quasi bestiale force de la nature qu'est Western.
Il est également possible de voir en Sophia la digne fille de son père qui, ne cédant à aucune pression ni coercition, déclare « J'ai pris mes résolutions. Je suis décidée à quitter la maison de mon père ce soir-même »,, et passe à l'acte.

### Hypocrisie, le vice suprême
De tous les vices de l'humanité, c'est l'hypocrisie que Fielding a toujours considérée comme le plus destructeur. Au livre II de Tom Jones, il confie au narrateur le soin d'exprimer sa pensée à propos de Master Blifil : « Un ami perfide est l'ennemi le plus dangereux, et je dirai hardiment que les hypocrites ont fait un plus réel tort à la religion et à la vertu que toute l'audace des libertins. Si la religion et la vertu, dans toute leur pureté, sont appelées à juste titre les liens de la société civile, et sont vraiment le plus grand des bienfaits, de même quand elles sont empoisonnées et corrompue par la fraude, l'hypocrisie ou l'affectation, elles en deviennent le plus grand fléau dont les hommes se soient rendus coupables »,.
Le roman cherche donc à traquer l'hypocrisie dans la totalité du spectre social, mais toujours à travers le prisme de l'humour. Il n'est guère de personnages qui échappent à sa perspicacité : Goody Seagrim reproche à Molly d'être tombée enceinte, mais il appert qu'elle a elle-même accouché dans la première semaine de son mariage, et le lecteur apprend plus tard, après la découverte de la liaison de sa fille avec Mr Square, qu'elle « partageait les profits que sa fille retirait de son inconduite »,. Quant à l'hypocrisie de la classe populaire (lower class), Fielding la cloue au pilori dans la scène pseudo-épique où Molly, seule contre une foule vengeresse, met en déroute cette meute de bien-pensants, en réalité dévorée par l'envie et la jalousie.
Autre dénonciation in vivo, le double langage des médecins qui, très souvent, diagnostiquent à grand renfort de discours ésotériques des troubles bénins comme étant fatals. En sont victimes Tom, Mr Allworthy et Mr Fitzpatrick qui se portent fort bien mais se voient cloués au lit. Fielding engage le lecteur à ne point être dupe : plus la maladie est grave, plus longtemps le patient aura besoin de ces savants de pacotille mais véreux qui, par ce stratagème remplissent leur poche en toute malhonnêteté à ses dépens. La plus ridicule de ces situations se produit lorsque le capitaine Blifil est trouvé mort d'apoplexie. Deux médecins sont appelés à son chevet, trop tard, constatent-ils non sans raison. Pour ne pas perdre le bénéfice de leur intervention, ils se tournent alors vers Mrs Blifil et la convainquent qu'elle est sur le point de rejoindre son époux à moins qu'ils n'interviennent sans délai. En fait, cette fausse comédie des erreurs sied à tous ceux qui y participent : les médecins ont droit à une rétribution à la hauteur de leur science et de leur réussite : n'ont-ils pas sauvé la dame qui aura maintenant besoin d'une longue convalescence ? Et la dame, elle, pourra faire semblant de pleurer son époux avec l'intensité qu'on attend d'elle, alors qu'elle est plutôt soulagée de cet irréparable coup du sort.
Squire Western fait lui aussi, preuve d'une forme d'hypocrisie rampante due à la conscience qu'il a de son statut social. Elle se manifeste crument, à l'image du personnage, dans ses rapports avec Tom, chouchou dans l'enfance, horrible vaurien dès qu'il pose les yeux sur Sophia, adorable gendre dès que son ascendance est révélée. Par contrecoup, son amour paternel suit les mêmes méandres, Sophia la douce pianiste du soir devient une bête enragée qu'on enferme dès lors qu'elle refuse un homme qu'elle hait et qu'on lui impose, un gibier à pourchasser pendant sa fuite, une délinquante qu'on cadenasse dans l'auberge où elle a été retrouvée, puis l'indispensable fille de la maison après qu'elle a, quoique clandestinement, convolé, non plus avec un roturier, mais avec un membre désormais reconnu de la gentry.
Il n'est jusqu'aux meilleurs que l'hypocrisie atteint par ricochet sans même qu'ils en aient conscience. La benoîte tartufferie de Blifil adolescent trompe le bon squire Allworthy jusqu'à lui faire commettre l'erreur princeps qui justifie le roman : le renvoi de Tom de son Paradise Hall, tel Satan/Lucifer chassé du paradis, à la différence près que le « satan » de l'histoire est en réalité une sorte d'ange Gabriel. Comme l'écrit le narrateur, il a retourné la loupe et regardé les jeunes hôtes de son manoir, les qualités de Tom et les défauts de Blifil, « avec la lentille inversée », :
« Henceforward he saw every appearance of virtue in the youth through the magnifying end, and viewed all his faults with the glass inverted, so that they became scarce perceptible. And this perhaps the amiable temper of pity may make commendable; but the next step the weakness of human nature alone must excuse; for he no sooner perceived that preference which Mrs Blifil gave to Tom, than that poor youth (however innocent) began to sink in his affections as he rose in hers. This, it is true, would of itself alone never have been able to eradicate Jones from his bosom; but it was greatly injurious to him, and prepared Mr Allworthy's mind for those impressions which afterwards produced the mighty events that will be contained hereafter in this history; and to which, it must be confest, the unfortunate lad, by his own wantonness, wildness, and want of caution, too much contributed. »
« À partir de ce jour, il vit tout ce qui avait une apparence de vertu dans ce jeune homme (Blifil) comme avec un microscope, et n'aperçut ses défauts qu'à travers le côté du verre qui les rendaient presque imperceptibles. Jusque-là, sa pitié n'avait rien que de louable, mais la faiblesse de la nature humaine ne peut seule excuser ce qui suivit. Dès qu'il eut remarqué la préférence que Mrs Blifil accordait à Tom, ce pauvre jeune homme, tout innocent qu'il était, perdit dans l'affection de son protecteur tout ce qu'il gagnait dans celle de sa sœur. Cela seul, il est vrai, n'avait jamais suffi pour bannir entièrement Jones du cœur de Mr Allworthy ; mais cette circonstance lui fut très défavorable, en préparant l'esprit de ce digne homme à recevoir les impressions qui produisirent ensuite les grands événements contenus dans la suite de cette histoire ; le malheureux jeune homme, il faut l'avouer, ne contribua que trop à ses infortunes par sa légèreté, ses folies et son imprudence. »

### L'institution du mariage
Fielding, qui a commencé son roman peu après le décès de son épouse chérie, Charlotte Craddock, était un défenseur de l'institution du mariage, à condition qu'elle soit fondée sur de saines valeurs respectant la personne humaine. C'est à travers toutes les strates de la société qu'il en explore les fondements et aussi les pratiques. Une fois de plus, plutôt que de disserter, il met des personnages en action et les fait représenter des situations qu'il condamne ou approuve selon le cas, par le truchement de la dérision, l'humour, voire la fausse indignation.
Le « venin de la colère » (envenomed wrath) écumant aux lèvres de Mrs Partridge lorsqu'elle a vent de l'affaire qu'aurait eue son mari avec Jenny Jones, ou la rage de Mr Fitzpatrick envers le lieutenant plus sensible à l'esprit de son épouse qu'au sien sont autant de condamnations par le ridicule de la jalousie et de l'envie qui détruisent des couples. La racine de ces maux est à trouver dans le mauvais assortiment des partenaires, imposé par des parents plus avides de dots que du bonheur de leurs filles. Le meilleur exemple est fourni par l'attitude de Squire Western à l'égard de Sophia, inspirée à Fielding par le drame de William Shakespeare Roméo et Juliette. Comme cette dernière, Sophia menace de se poignarder le cœur plutôt que d'épouser Blifil, désespoir auquel son père répond par une menace de répudiation. L'idylle de Tom et de Sophia est à la limite de la tragédie, crise qu'a voulue Fielding pour stigmatiser l'entêtement de parents coupables dont la hargne s'étiole comme par magie lors de la révélation des véritables origines du héros. À Squire Western qui, en cette matière comme en toutes autres, utilise la violence, Fielding adjoint sa sœur qui expose en de multiples occasions les normes socialement acceptables de l'institution, destinée en priorité à promouvoir la fortune d'hommes détenteurs de pouvoir : sa philosophie se concrétise lorsque, pour remplacer Blifil, elle manigance pour inciter Lord Fellamar à poursuivre sa cour de Sophia, alors même qu'il s'est montré physiquement agressif envers elle. Seuls comptent le rendement financier de l'opération et la valeur ajoutée de la promotion nobiliaire : qu'un squire de campagne s'allie ainsi avec un lord est une aubaine inespérée et s'en éloigner reviendrait à un véritable crime social.

### L'argent, objet de tous les désirs
Les personnages de Tom Jones sont presque tous à l'affût du gain, à l'exception du groupe central gravitant autour de Tom, Sophia, Mr Allworthy, Partridge qui, par désintéressement ou générosité, préfèrent donner que recevoir. En ce domaine, Tom est un héros que Fielding a voulu d'une honnêteté insouciante et désinvolte, perdant la bourse que son tuteur lui a octroyée après l'avoir chassé, refusant le chèque de Sophia malgré ses suppliques, faisant don des avances de Lady Bellaston à Mrs Miller pour qu'elle aide son cousin.
À cet égard, les autres témoignent de plus de faiblesses, souvent coupables. L'homme sur la colline, pourtant possible modèle de vie, a commencé sa spirale descendante par le vol, puis s'y est engouffré avec le jeu ; l'enseigne Northerton se dispose à violer Mrs Waters pour mettre la main sur ses bijoux ; la cousine de Sophia, Harriet, s'est entichée d'un jeune élégant, Mr Fitzpatrick, en réalité coureur de jupons ne l'ayant épousée que pour éponger ses dettes et qui la séquestre lorsqu'elle se rebelle, quitte à recevoir des remerciements quand il la libère contre argent comptant : « l'or, passe-partout de tous les cadenas, ouvrit ma porte et me rendit à la liberté »,,.
Paradoxalement, l'exemple le plus pernicieux est à trouver dans l'entourage même de squire Allworthy, l'homme de toutes les vertus, chez qui règne une convoitise délétère : le capitaine Blifil, devenu son beau-frère, succombe à une envie lubrique de ses biens ; le frère du capitaine se meurt de langueur pour Bridget dont il a fait le sacrifice ; Master Blifil dupe son oncle (et discrédite Tom) pour s'approprier sa fortune et finit banni à vie pour tant de malhonnêteté.

## La primauté du tempérament sur la prudence

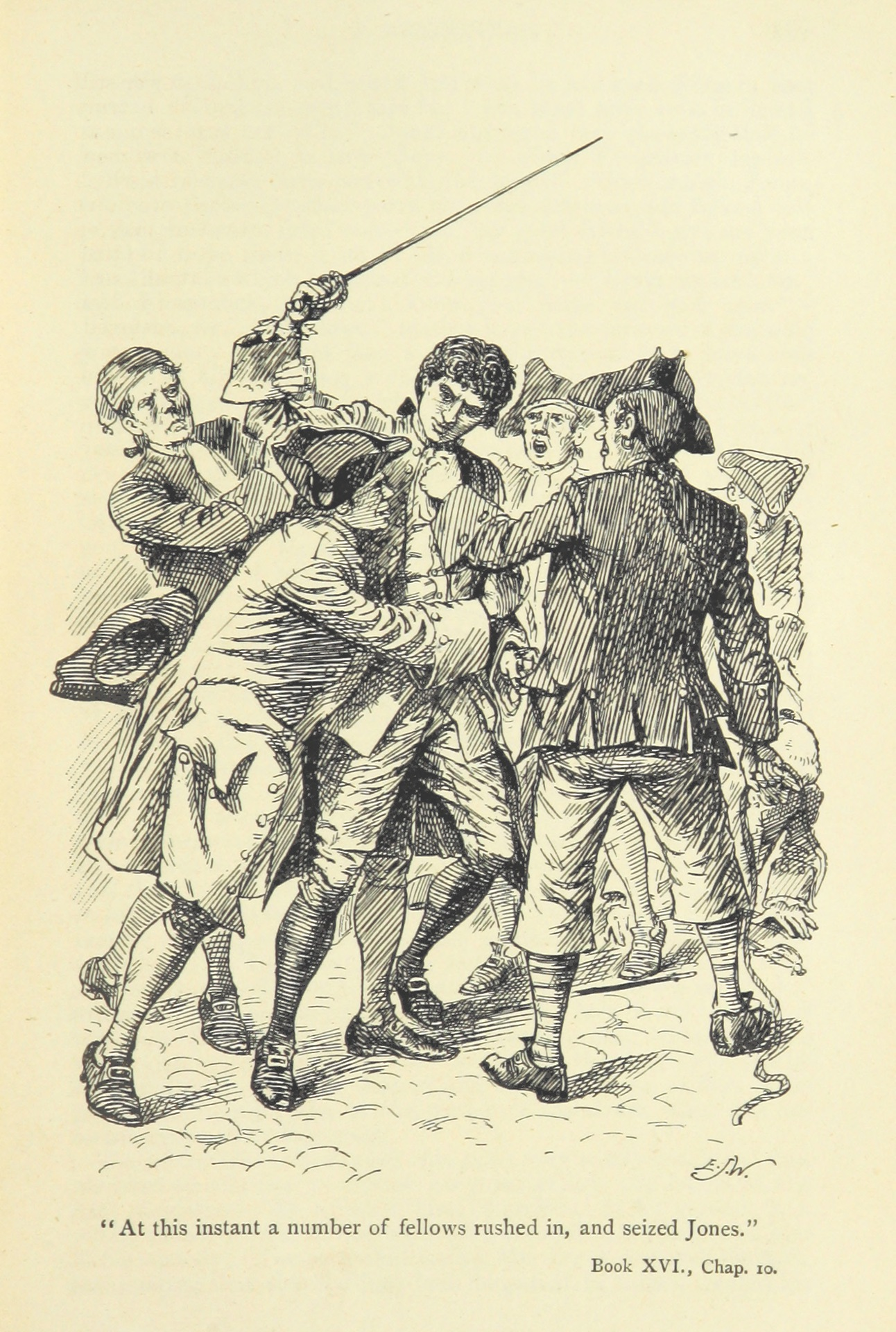
Tom saisi par des soldats, par George Henry Townsend, 1895 (XVI, x).

Que Fielding ait prôné la prudence comme vertu essentielle est un fait, Tom lui-même ne trouvant la quiétude existentielle qu'après avoir vaincu son impétuosité. L'excès de prudence, cependant, incite à l'erreur, comme en témoignent les jugements erronés de l'excellent squire Allworthy. Dans ce cas, le roman invite à doser sa circonspection de clairvoyance et d'un brin d'audace. Il est aussi une autre façon de voir les choses : ce sont l'audace, justement, et la rébellion, tout le contraire de la prudence, qui permettent aux jeunes héros de surmonter les obstacles sociaux et leur assurent la victoire du sentiment sur le préjugé, de l'honnêteté sur la malveillance. Une fois encore, les personnages font une démonstration par l'exemple, mais cette fois à contre-courant de l'éthique dominante du roman, encore que l'apparent conflit ainsi généré se résolve au dénouement en une réconciliation de valeurs un instant opposées.
Telle est la thèse proposée par Nicholas Hudson qui commence sa démonstration en insistant sur l'erreur de certains personnages trop ouvertement sérieux, Allworthy, les deux philosophes de service, même Tom parfois, par exemple lorsqu'il prêche la chasteté à Nightingale, qui jugent le monde alentour selon d'invariables règles ou systèmes sur lesquels le narrateur déverse une ironie dévastatrice. Les dangers d'un sérieux systématique affectent tout autant certains critiques, ajoute Hudson, qui, au cours des quarante dernières années, se sont évertués à répandre le dogme que « la prudence est le thème éthique dominant du roman »,.
Il convient de noter que la prudence représente la norme superficielle de la coutume sociale à laquelle s'oppose la nature humaine, c'est-à-dire le tempérament. À chaque fois que Tom dépasse les seuils physiques et sociaux que délimite la prudence, les terres de squire Western, le pas de la chambre de Lady Bellaston, puis celui de Mrs Waters, « il semble s'écarter des visées de ses pulsions naturelles »,. Mais les protestations de prudence proférées par Fielding ne sont sans doute pas toujours à prendre à la lettre. Les personnages les plus prudents sont aussi les plus méprisables, le comble culminant en Blifil, dont la circonspection naturelle est au service de la plus vile hypocrisie, jusqu'à sa chasteté si célébrée qu'il s'impose pour mieux flouer ses victimes. D'ailleurs, les actes de bonté dont Tom parsème son itinéraire font fi de la prudence : sauver Mrs Waters des griffes de l'enseigne Northerton, pardonner puis venir en aide au bandit qui l'accoste sur la route de Londres, par exemple, relève de l'instinct et non de la bienséance ou de la circonspection. Sa bonté innée se manifeste par des transgressions au-delà de ce qui est permis ou correct, et il en est de même de la douce Sophia, cette allégorie vivante de la sagesse, dont l'acte libérateur est en fait une rupture totale d'avec son milieu, sa famille, sa sécurité ; et il n'est jusqu'à son dernier acte de pardon qui ne franchisse les bornes de la prudence, voire de la décence, puisqu'elle pardonne à Tom avant même qu'il ait lui-même eu le temps de prouver la sincérité de son repentir.
Considérant que les deux héros, les personnages les plus admirés du roman, agissent souvent à l'encontre des normes sociales et morales recommandées par le narrateur, certains critiques en ont tiré la conclusion qu'intrinsèquement, elles ne représentent pas les vraies valeurs prônées par Fielding. Martin Price, par exemple, écrit qu'il n'accorde de prix qu'au « flux naturel de l'énergie et du sentiment vertueux », à l'opposé du « travestissement pétrifié de l'ordre accepté »,. Cette interprétation peut avoir ses limites, car poussée à l'extrême, elle revient à penser que dans la mesure où le tempérament prévaut sur la prudence, il paraît difficile de reprocher à Blifil son hypocrisie naturelle, justement parce qu'elle est « naturelle » et non calculée. À ce compte, une prudence aussi outrée, poussée jusqu'à la caricature, basculant dans le vice, devient excusable dès lors qu'elle fait partie intégrante de l'être. De même, Allworthy devrait être exonéré de ses manques au jugement, vu que son discernement demeure parasité par sa bonté. C'est-là aller au sophisme, écrit Hudson, car il existe bel et bien deux catégories, celle des personnages dispensant leur générosité, et celle de ceux qui crachent leur venin.
En définitive, la prudence n'est ni la « maxime absolue » (constant maxim) évoquée au livre II, chapitre vii, ni un simple « travestissement » : Fielding montre bien que le monde n'est pas idéal, et qu'agir et juger relèvent d'une appréciation ponctuelle, tenant compte des contingences circonstancielles, et non de la lecture rigide d'un dogme moral immuable. Cette exigence s'applique à tous, y compris au lecteur, à qui sont exposés les éphémères paramètres de l'immédiat. Sans doute l'incertitude du hasard justifie-t-elle son regard ironique, répondant à celui, narquois, amusé ou crispant, du narrateur.

### Texte deTom Jones
- (en) Henry Fielding, Tom Jones, Harmondsworth, Penguin Editions, 1999, 976 p. (ISBN 978-0-14-043622-8), introduction et notes par Thomas Keymer et Alice Wakely, édition de référence.

### Traductions deTom Jonesen français
- Henry Fielding (trad. M. Defauconpret), Histoire de Tom Jones ou L'enfant trouvé, Paris, Club frança!s du livre, 1967, 958 p., avec une préface de Gilbert Sigaux (traduction de référence)
- Henry Fielding (trad. Francis Ledoux), Histoire de Tom Jones : enfant trouvé (t.1) et Histoire de Tom Jones : Armance (t.2), Paris, Gallimard, 1990 (ISBN 978-2-07-038264-4), 6 volumes.

### Autre roman de Fielding utilisé
- (en) Henry Fielding, Joseph Andrews, Mineola, New-York, Dover Publications, Inc., coll. « Dover Thrift Editions », 2001, 248 p. (ISBN 978-0-486-41588-8, lire en ligne)

### Ouvrages généraux
- (en) Margaret Drabble et Sir Paul Harvey, The Oxford companion to English literature, Oxford New York, Oxford University Press, 1985 (1re éd. 5), 1155 p. (ISBN 978-0-19-866130-6).
- (en) Andrew Sanders, The Oxford History of English Literature (Revised Edition), Oxford, Oxford University Press, 1996, 718 p. (ISBN 0-19-871156-5).
- (en) Ian Watt, The Rise of the Novel, Londres, Chatto and Windus, 1967, 319 p. (Chapitre VIII, consacré à Fielding).
- (en) Arnold Kettle, An Introduction to the English Novel, vol. 2, Hutchinson, Hutchinson University Library, 1951 (Plus particulièrement, part II, vol. 1, ch. 4).
- Louis Gondebeaud, Le roman picaresque anglais de 1650 à 1730, Lille, H. Champion, 1977 (Voir particulièrement p. 5-58).
- (en) G. J. Raussen, Henry Fielding, Londres, Routledge and Kegan Paul, coll. « Profiles in Literature », 1968, 162 p..
- (fr) Christian Pons et Jean Dulck, Samuel Richardson (Pamela) et Henry Fielding (Joseph Andrews), Paris, Colin, coll. « U2 », 1970, 261 p.
- (en) John Richetti, Eighteenth Century Fiction, vol. 2, Londres, 1990, « The Old Order and the New Novel of the Mid-Eighteenth Century Fiction: Narrative Authority in Fielding and Smollett », p. 99-126.

### Ouvrages spécifiques
- (en) Irvin Ehrenpreis, Henry Fielding: Tom Jones, Londres, Edward Arnold (Publishers) Ltd, 1964, 77 p. (ISBN 0-7131-5097-1).
- (en) Robert Alter, Fielding and the Nature of the Novel, Cambridge, MA 02138, Harvard University Press, 1968, 211 p.
- (en) E. H. Thornbury, Henry Fielding, Theory of the Comic Prose Epic, New Yotk, Russell and Russell, 1966, 201 p.
- (en) Andrew Mc Dowell, Language and Style, n° 6, New York, N.Y, Southern Illinois University at Carbondale; Queens College, 1973, « Fielding's Rendering of Speech in Joseph Andrews and Tom Jones », p. 83-96.
- (en) R. Paulson (éditeur), The Critical Heritage, Londres, Routledge and Kegan Paul, 1969, 453 p., « Henry Fielding ».
- (en) R. Paulson (éditeur), A Collection of Critical Essays, New Jersey, Prentice Hall, coll. « Twentieth Century Views », 1962, 185 p., « Fielding ».
- (en) Louis Gondebeaud et Robert Ferrieux, Tom Jones, Pau et Perpignan, Université de Pau et des pays de l'Adour et Université de Perpignan Via Domitia, coll. « Cours de CAPES et d'Agrégation d'anglais », 1981, 104 p.
- (en) Arlene Fish Wilner, Making and Rethinking the Canon : The Eighteenth Century, vol. 18, 1lieu=Buffalo, NY, Modern Language Studies, University of Buffalo, 1988, « Henry Fielding and the knowledge of Character », p. 181-194.
- (en) Claude Rawson, The Cambridge Companion to Henry Fielding, Cambridge, Cambridge University Press, 2007, 202 p. (ISBN 978-0-521-67092-0 et 0-521-67092-6).

## Citations

### Citations du texte original deTom Jones
1. ↑  « Though the birth of an heir by his beloved sister was a circumstance of great joy to Mr Allworthy, yet it did not alienate his affections from the little foundling, to whom he had been godfather, had given his own name of Thomas, and whom he had hitherto seldom failed of visiting, at least once a day, in his nursery. »
2. ↑  « Her mind was every way equal to her person; nay, the latter borrowed some charms from the former »
3. ↑  « deviation from our nature ».
4. ↑  « an abyss of iniquity waiting for the purification et the redeption coming from Grace ».
5. ↑  « But perhaps the reader may wonder why Lady Bellaston, who in her heart hated Sophia, should be so desirous of promoting a match which was so much to the interest of the young lady. Now, I would desire such readers to look carefully into human nature, page almost the last, and there he will find in scarce legible characters that women […] do in reality think it so great a misfortune to have their inclinations in love thwarted […] Now he will not be contented with these reasons, I freely confess I see no other motive to the actions of that lady ».
6. ↑  « The world, as Milton phrases it, lay all before him, and Jones, no more than Adam, had any man to whom he might resort  for comfort or assistance ».
7. ↑  « but most of all she resembled one whose image never can depart from my breast, and whom, if thou dost remember, thou hast then, my friend, an adequate idea of Sophia ».
8. ↑  « Foretel me that some tender maid, whose grandmother is yet unborn, hereafter, when, under the fictitious name of Sophia, she reads the real worth which once existed in my Charlotte, shall from her sympathetic breast send forth the heaving sigh. ».
9. ↑  « The world will not, I believe, make me the compliment of thinking I took it from myself. I care not: this they shall own, that the two persons from whom I have taken it, that is to say, two of the best and worthiest men in the world, are strongly and zealously my friends ».
10. ↑  « The provision, then, which we have here made is no other than Human Nature. […] nor can the learned reader be ignorant, that in human nature, though here collected under one general name, is such prodigious variety, that a cook will have sooner gone through all the several species of animal and vegetable food in the world, than an author will be able to exhaust so extensive a subject »
11. ↑  « I believe, it is much easier to make good men wise, than to make bad men good ».
12. ↑  « I am come to a Resolution. I am determined to leave my Father's House this very Night ».
13. ↑  « A treacherous friend is the most dangerous enemy; and I will say boldly, that both religion and virtue have received more real discredit from hypocrites than the wittiest profligates or infidels could ever cast upon them: nay, farther, as these two, in their purity, are rightly called the bands of civil society, and are indeed the greatest of blessings; so when poisoned and corrupted with fraud, pretence, and affectation, they have become the worst of civil curses, and have enabled men to perpetrate the most cruel mischiefs to their own species. ».
14. ↑  « shared in the profits arising from the iniquity of her daughter ».
15. ↑  « with the glass inverted ».

### Citations originales des commentateurs
1. ↑  « The lawyer is not only alive, but hath been so these four thousand years ».
2. ↑  « She is vastly the superior of poor Tom in every way, and because she is the embodiment of the eternal virtues of womanhood she can never lose her freshness of appeal. That the author’s first wife sat for the picture as well as for the portrait of Amelia is of no special importance to us—except as it makes us honor Henry Fielding—in view of the greater fact that the two are types of womankind such as the world could ill spare »
3. ↑  « they mistake for insensitiveness ».
4. ↑  « a historian of human nature [who] felt obligated to emphasize the moral aspect of his book ».
5. ↑  « laugh mankind out of its own weaknessesses ».
6. ↑  « Henry Fielding's Tom Jones, for example, illustrates the moral superiority of a hot-headed young man like Tom whose sexual indulgences are decidedly atoned for by his humanatarianism, tenderheartedness, and instinctive honour (innate as opposed to acquired through training ».
7. ↑  « [the expression of] his richest observations on life and his ripest thought ».
8. ↑  « Prudence [is] the dominant theme of the novel ».
9. ↑  « he ends up seeming different than his natural impulses intended ».
10. ↑  « the active energy of virtuous feeling […] opposed to […] the frozen travesty of authentic order ».